# Тересва (пункт контролю)
48°0′4″ пн. ш. 23°41′30″ сх. д. / 48.00111° пн. ш. 23.69167° сх. д.
Тере́сва — пункт пропуску через державний кордон України на кордоні з Румунією.
Розташований у Закарпатській області, Тячівський район, поблизу однойменного селища на автошляху Н09. З румунського боку знаходиться пункт пропуску «Кимпилунг ла Тиса», жудець Марамуреш, автошлях 19 у напрямку Сигота.
Вид пункту пропуску — залізничний. Статус пункту пропуску — міжнародний.
Характер перевезень — пасажирський, вантажний.
Окрім радіологічного, митного та прикордонного контролю, пункт пропуску «Тересва» може здійснювати тільки фітосанітарний контроль.
Пункт пропуску «Тересва» входить до складу митного посту «Чоп—залізничний» Чопської митниці. Код пункту пропуску — 30501 13 00 (12).